# Ruedi Bantle
Rudolf «Ruedi» Bantle (* 19. Juni 1926 in Basel; † 24. Dezember 2017; heimatberechtigt in Basel) war ein Schweizer Politiker (PdA).

## Leben
Ruedi Bantle wurde 1926 an der Hammerstrasse im Kleinbasel als Sohn eines Postbeamten in ein gewerkschaftliches Elternhaus geboren. Sein Vater war seit 1921 Mitglied der Kommunistischen Partei der Schweiz (KPS) und nach deren Verbot 1944 Gründungsmitglied der Partei der Arbeit (PdA).
Ab 1942 absolvierte Bantle eine Mechanikerlehre. Er arbeitete während 25 Jahren auf diesem Beruf, zunächst im Rheinhafen als Kranführer, zeitweise auch in Bulgarien in einer Brigade im Eisenbahnbau.
Politisch war Bantle von 1946 bis 1956 bei der Freien Jugend Baselland aktiv, anfangs als einfaches Mitglied, später als Anführer. Von 1954 bis 1956 war er Sekretär der Freien Jugend der Schweiz. Er gehörte auch der Schweizerischen Metall- und Uhrenarbeiterverband (Smuv) an. Bereits 1947 war er der Partei der Arbeit beigetreten. 1956 wurde er ins Zentralkomitee der PdA Schweiz gewählt. Nach 1962 schickte ihn die PdA für drei Jahre an die Kaderschule nach Moskau; seine Ehefrau Erika (* 1935 in Freiburg im Breisgau; † 4. März 2024) begleitete ihn. Von 1977 bis 1991 gehörte er dem Politbüro der PdA Schweiz an.
Ab 1970 war Bantle beruflich als Sekretär der PdA Basel tätig. Innerhalb der PdA Basel nahmen Ruedi Bantle und seine Ehefrau eine Mittlerfunktion zu den Neuen Sozialen Bewegungen ein. Nach seiner Entlassung im Zusammenhang mit Richtungsstreitigkeiten 1984 war er etwa ein Jahr lang arbeitslos, bis er 1985/86 als Redaktor für die Zeitung Vorwärts tätig wurde. Seitdem war er nicht mehr berufstätig. In Folge des Wahlsiegs der Sandinisten 1984 ging Bantle 1987 zusammen mit seiner Frau für ein halbes Jahr nach Nicaragua. Er war Mitgründer der Neuen PdA Basel, die – nachdem die PdA Basel aus der PdA Schweiz ausgeschlossen wurde – am 5. März 1989 als deren Basler Sektion aufgenommen wurde.
Bantle gehörte von 1972 bis 1984 dem Grossen Rat des Kantons Basel-Stadt an. Er setzte sich unter anderem für Ambulatorien in den Quartieren, für ein neues Abbruchgesetz, für die Initiative «Grün statt Grau» und für die Parkinginitiative ein. Von 1991 bis 1993 und erneut von 1999 bis 2005 gehörte Bantle dem Bürgergemeinderat der Stadt Basel an. Im Sommer 2006 trat er von allen Ämtern zurück. 
Zusammen mit seiner Frau sammelte Ruedi Bantle ab 1951 Grafiken von linksstehenden Künstlern, darunter Werke von Käthe Kollwitz, George Grosz, Paul Camenisch und Frans Masereel. Deren grössten Teil veräusserten sie an Verkaufsausstellungen 1999, 2002, 2007 und 2011 zu Gunsten sozialer Projekte in Vietnam und Afrika, der Zeitung Vorwärts, des Zentralamerikakomitees und eines Behindertenheims in Havanna.